# Fiskarna har inga fötter
Fiskarna har inga fötter (isländska: Fiskarnir hafa enga fætur) är en roman från 2013 av den isländske författaren Jón Kalman Stefánsson. Den handlar om en isländsk författare som vill komma undan slentrian och söker efter något hållbart, vilket sätts i förhållande till den isländska nationen, i synnerhet dess förhållande till den amerikanska militärbasen i Keflavik och historien som fiskesamhälle. Boken gavs ut på svenska 2015 i översättning av John Swedenmark. Den nominerades till Isländska litteraturpriset och Nordiska rådets litteraturpris.

## Mottagande

### Recensioner
Cecilia Nelson skrev i Göteborgs-Posten: "Då och nu avsätter olika spår i Stefánssons framforsande språk, som getts en inspirerad svensk språkdräkt av John Swedenmark. Den enorma energin, med en piskande rytm av adderade bisatser, är konstant, men i skildringen av det moderna Island smyger det sig ibland in en svulstighet, nästan som om den amerikanska populärmusikaliska invasionen, som spelar en viss roll i boken, har färgat av sig[.]"

### Utmärkelser
Boken nominerades till Isländska litteraturpriset. År 2015 nominerades den till Nordiska rådets litteraturpris. Den franska utgåvan nådde samma år första urvalsrundan för Prix Femina étranger och andra rundan för Prix Médicis étranger.